# 이숙이
이숙이는 대한민국 기자 출신 대학 교수이다. 연세대학교 신문방송학과와 연세대학교 언론홍보대학원을 졸업하였다. 1991년 시사저널에 입사하면서 언론계에 입문하였다. 미국 컬럼비아 대학교 동아시아연구소 방문연구원, 시사저널 정치부장, 시사IN 정치팀장 등을 지냈다. MBC 라디오 '손석희의 시선집중'에서 '이숙이의 뉴스브리핑', KBS '열린토론', '18대 대선후보 초청토론회' 등 다수의 시사 및 토론 프로그램에 패널로 출연하였다. 2012년 9월 24일, 시사IN 편집국장에 선임되었다.

## 학력
- 연세대학교 신문방송학과 졸업
- 연세대학교 언론홍보대학원 졸업

## 경력
- 시사저널 정치부장
- 시사IN 취재총괄부장
- 시사IN 시사IN Live팀장
- 시사IN 정치팀장
- 시사IN 편집국장
- mbn 판도라 패널